# Borough (métro de Londres)
Pour les articles homonymes, voir Borough (homonymie).
La station Borough se situe sur la Northern Line entre les stations Elephant & Castle et London Bridge. Située dans le borough londonien de Southwark, elle est dans la zone 1 de la Travelcard. L'entrée de la station se situe à l'angle des rues Borough High Street et Marshalsea Road. 
Une des particularités de la station tient à son système d'affichage des prochains métros. Habituellement, le système d'affichage londonien indique les horaires d'arrivées de 3 prochaines rames, or cette station indique l'horaire des 4 prochaines rames.

## Histoire
La station est mise en service le 18 décembre 1890 en tant que station de la City & South London Railway (C&SLR) et a subi une refonte en 1920 avec l'élargissement des tunnels. À ce jour, un important projet de réaménagement de la station est en phase d'achèvement. Auparavant, la station avait été plus ou moins laissée à l'abandon et figurait parmi l'une des plus misérables du réseau.

### Accueil

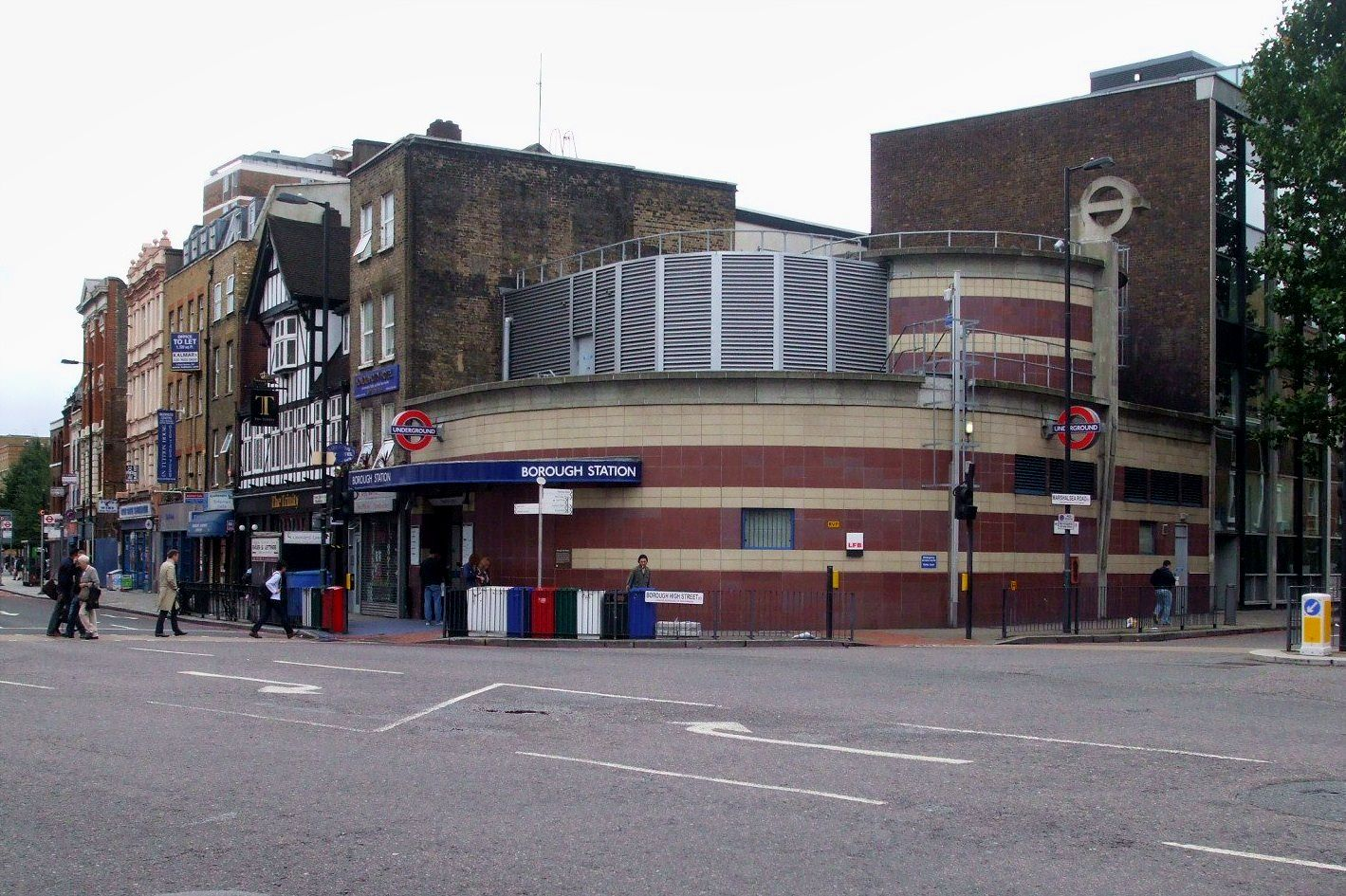
Entrée de la station.